# Wszyscy albo nikt
Wszyscy albo nikt (chiń. 一个都不能少; pinyin Yíge dōu bùnéng shǎo) – chiński film obyczajowy z 1999 roku w reżyserii Zhanga Yimou.

## Fabuła
Nauczyciel ze szkoły podstawowej z małej górskiej wioski w Chinach musi wyjechać na miesiąc, by zaopiekować się chorą matką. Na swoje miejsce zmuszony jest zatrudnić trzynastoletnią dziewczynkę nazwiskiem Wei. Obiecuje, że jeśli po swoim powrocie zastanie w klasie wszystkich uczniów, wypłaci jej wysoką nagrodę. Wei codziennie sprawdza obecność, zamyka uczniów w klasie i pilnuje, aby żaden z nich nie uciekł. Jej wysiłki na nic się zdają – jeden z najbiedniejszych uczniów musi wyjechać do miasta, by zarabiać na życie. Wei nie daje jednak za wygraną i wyrusza w ślad za nim zdecydowana na wszystko, by namówić go do powrotu.

## Obsada
Źródło: Filmweb
- Wei Minzhi – Wei Minzhi
- Zhang Huike – Zhang Huike
- Tian Zhenda – naczelnik wioski
- Gao Emman – nauczyciel Gao
- Sun Zhimei – Sun Zhimei
- Zhang Yichang – pan Zhang
- Liu Hanzhi – matka Zhanga Huike
- Ma Guolin – kierowca autobusu
- Zhang Mingshan – student

Większość ról w filmie powierzono nieprofesjonalnym aktorom, grającym samych siebie.

## Nagrody i nominacje
Źródło: Filmweb
- 1999 – nagroda UNESCO
- 1999 – nagroda Lanterna Magica
- 1999 – nagroda im. Sergio Trasattiego
- 1999 – Złoty Lew na Międzynarodowym Festiwalu Filmowym w Wenecji
- 1999 – nominacja do Europejskiej Nagrody Filmowej w kategorii najlepszy film zagraniczny